# Tseng Li-cheng
Tseng Li-Cheng (Taitung, 26 de dezembro de 1986) é uma taekwondista taiwanesa.
Tseng Li-Cheng competiu nos Jogos Olímpicos de 2012, na qual conquistou a medalha de bronze.